# Johan Fredrik Burghardi
Johan Fredrik Burghardi, född 1726 i Stockholm, död 11 mars 1802 i Stockholm, var en svensk grosshandlare.

## Biografi
Burghardi föddes som son till grosshandlaren Daniel Burghard och grosshandlaren  Maria Livijn. Fadern dog dock när han bara var ett år, och modern gifte om sig 1729 med grosshandlaren Leonhard Pinckhardt. 1730 fick Burghardi en halvbror, Adam Pinckhardt, som också blev grosshandlare. Burghardis syster var Anna Maria Wretman som anses vara en av få kvinnliga grosshandlare under 1700-talet i Sverige.
Burghardi dog ogift och barnlös i Stockholm 1802. Hans dödsbo värderades till ca 18 000 riksdaler banco vilket i 2019 års priser motsvarar ca 254 miljoner kronor.

### Fotnoter
1. ↑  Biografiska anteckningar och släktutredningar av Mattias Loman, läs online.[källa från Wikidata]
2. 1 2  Döde i Stockholm, Inrikes Tidningar, 7 april 1802, läs online.[källa från Wikidata]
3. ↑  Prisomräknare från medeltiden till 2100